# Back to the Kingdom
Back to the Kingdom är det sjätte studioalbumet av metalgruppen Axxis och det släpptes 2000.

## Låtlista
Samtliga låtar skrivna av Harry Oellers och Bernhard Weiss, om annat inte anges.
1. "Shadowman" - 4:33
2. "Like a Sphinx" - 4:08
3. "Flashback Radio" - 3:54
4. "Heaven in Black" - 3:40
5. "Only God Knows" - 4:01
6. "Sea of Love" - 3:50
7. "White Lights" - 3:35
8. "Why Not" - 2:59
9. "My Little Princess" - 3:28
10. "Without You" - 3:59
11. "Ice on Fire" - 3:36
12. "Na Na Hey Hey Kiss Him Goodbye" (Gary DeCario/Dale Frashuer/Paul Leka) - 3:42
13. "Be a King" - 3:38